# بلکده
بلکده، روستایی است از توابع بخش لشت نشا شهرستان رشت در استان گیلان ایران. 

## جمعیت
این روستا در دهستان جیرهنده لشت نشا قرار دارد و براساس سرشماری مرکز آمار ایران در سال ۱۳۸۵، جمعیت آن ۱۸۹ نفر (۵۳خانوار) بوده‌است.